# Juan Carlos Loholaberry
Juan Carlos Loholaberry (Buenos Aires, 1927-Buenos Aires, 22 de octubre de 1988), fue un dirigente sindical argentino peronista. Fue secretario general de la Asociación Obrera Textil entre 1957-1959 y 1968-1970. Fue fundador de las 62 Organizaciones. Durante la dictadura de Onganía formó parte de la Nueva Corriente de Opinión (participacionistas), grupo sindical liderado por Rogelio Coria que promovía la participación de los sindicatos en el gobierno militar.

## Biografía
Juan Carlos Loholaberry nació en Buenos Aires en 1927. Durante el gobierno peronista (1946-1955) ingresó a la Asociación Obrera Textil (AOT), siguiendo el liderazgo de Andrés Framini. Cuando contaba 29 años, durante la dictadura cívico-militar que tomó el poder en 1955, interviniendo el sindicato y encarcelando a Framini y otros miles de dirigentes sindicales, venció en las elecciones sindicales de 1956 al candidato del gobierno militar, el socialista Lucio Bonilla, formando una alianza con la agrupación comunista (Lista Verde), resultando elegido secretario general.
Participó en el Congreso Normalizador de la CGT de septiembre de 1957 y fue uno de los fundadores de las 62 Organizaciones. En las elecciones de la AOT de 1958, integró la lista vencedora encabezada por Framini, como secretario adjunto.
En 1962 trabajó en favor de la candidatura de Framini a gobernador de la Provincia de Buenos Aires, que resultó victoriosa y anulada por el gobierno de Arturo Frondizi. En 1968 Framini fue impedido nuevamente de participar en la AOT, siendo elegido Loholaberry en la Secretaría General. En 1969 se enroló en la Nueva Corriente de Opinión (participacionistas), grupo sindical liderado por Rogelio Coria que promovía la participación de los sindicatos en el gobierno militar. En 1970 fue desplazado de la AT por Adelino Romero.